# Hyadina pruinosa
Hyadina pruinosa är en tvåvingeart som beskrevs av Cresson 1926. Hyadina pruinosa ingår i släktet Hyadina och familjen vattenflugor. Inga underarter finns listade i Catalogue of Life.